# Liparetrus atriceps
Liparetrus atriceps är en skalbaggsart som beskrevs av Macleay 1864. Liparetrus atriceps ingår i släktet Liparetrus och familjen Melolonthidae. Inga underarter finns listade i Catalogue of Life.